# Butia purpurascens
Butia purpurascens là loài thực vật có hoa thuộc họ Arecaceae. Loài này được Glassman mô tả khoa học đầu tiên năm 1979.